# Моника Секс
Моника Секс (ивр. מוניקה סקס‎) — израильская рок-группа, основанная в 1992 году. Группа названа в честь Моники Фридман, басистки панк-группы «Киллер ха-Лохетет», чье сценическое имя было Моника Секс. Группа считается одной из самых выдающихся в волне израильских рок-групп, возникших в начале девяностых.
Группа была сформирована в 1992 году в Тель-Авиве Яли Соболем (вокалист и гитарист), Питером Ротом (гитара), Йоси Хамами (бас) и Шахаром Эвен-Цуром (барабанщик и вокалист).
Соболь, лидер группы, написал несколько песен, и вскоре группа начала выступать. После трех лет концертов, в 1995 году, был выпущен альбом «Раны и поцелуи», который стал «золотым» за 5 месяцев. Четыре сингла из альбома стали популярными на радио.